# Municipio de West Branch (Kansas)
El municipio de West Branch (en inglés: West Branch Township) es un municipio ubicado en el condado de Marion en el estado estadounidense de Kansas. En el año 2010 tenía una población de 966 habitantes y una densidad poblacional de 10,5 personas por km².

## Geografía
El municipio de West Branch se encuentra ubicado en las coordenadas 38°12′37″N 97°18′59″O / 38.21028, -97.31639. Según la Oficina del Censo de los Estados Unidos, el municipio tiene una superficie total de 91.98 km², de la cual 91,95 km² corresponden a tierra firme y (0,03 %) 0,03 km² es agua.

## Demografía
Según el censo de 2010, había 966 personas residiendo en el municipio de West Branch. La densidad de población era de 10,5 hab./km². De los 966 habitantes, el municipio de West Branch estaba compuesto por el 97,93 % blancos, el 0,1 % eran afroamericanos, el 0,21 % eran amerindios, el 0,41 % eran asiáticos, el 0,52 % eran de otras razas y el 0,83 % eran de una mezcla de razas. Del total de la población el 1,14 % eran hispanos o latinos de cualquier raza.